# Xã Fillmore, Michigan
Xã Fillmore (tiếng Anh: Fillmore Township) là một xã thuộc quận Allegan, tiểu bang Michigan, Hoa Kỳ. Năm 2010, dân số của xã này là 2.681 người.